# Giacomo Antonio Perti
Giacomo Antonio Perti (ur. 6 czerwca 1661 w Crevalcore, zm. 10 kwietnia 1756 w Bolonii) – włoski kompozytor.

## Życiorys
Uczył się u swojego wuja, Lorenzo Pertiego, następnie był uczniem Petronio Franceschiniego (kontrapunkt) i Rocco Laurentiego (organy). Był też uczniem Giuseppe Corso w Padwie. W 1678 roku w kościele San Tommaso del Mercato w Bolonii wykonano jego pierwszą mszę. W 1681 roku został członkiem bolońskiej Accademia Filarmonica. Pięciokrotnie (1687, 1693, 1697, 1705 i 1719) był wybierany jej przewodniczącym, a w 1719 roku został jej cenzorem. Od 1696 do 1756 roku pełnił funkcję kapelmistrza bazyliki św. Petroniusza w Bolonii. Był też kapelmistrzem w kościołach San Domenico (1704–1755) i Santa Maria di Galliera (1706–1750). Cieszył się protekcją cesarza Karola VI, od którego otrzymał w 1740 roku tytuł kanclerza. Do jego uczniów należeli Giuseppe Torelli, Domenico Gabrielli i Giovanni Battista Martini.

## Twórczość
Był czołowym przedstawicielem szkoły bolońskiej. Cieszył się autorytetem wśród współczesnych i był aktywnym uczestnikiem życia muzycznego, prowadził obszerną korespondencję z Johannem Josephem Fuxem, Antonio Caldarą, Bernardo Pasquinim i Arcangelo Corellim. Twórczość Pertiego utrzymywana była najczęściej w stylu koncertującym i przeznaczona była na głosy solowe, chór i zespół instrumentów. Jego muzyka cechuje się bogactwem inwencji melodycznych, osiąganych przez zwiększenie roli ustępów instrumentalnych, wprowadzeniem dialogowania między głosami wokalnymi i instrumentami operującymi niezależnym materiałem melodycznym oraz wprowadzeniem instrumentów koncertujących.

## Wybrane kompozycje
(na podstawie materiałów źródłowych)

### Opery
- Atide (Bolonia 1679, we współpracy z innymi kompozytorami, niedokończona)
- Marzio Coriolano (Wenecja 1683)
- Oreste in Argo (Modena 1685)
- L’incoronazione di Dario (Bolonia 1686)
- La Flavia (Bolonia 1686)
- Dionisio Siracusano (Parma 1689)
- La Rosaura (Wenecja 1689)
- Brenno in Efeso (Wenecja 1690)
- L’inganno scoperto per vendetta (Wenecja 1690)
- Il Pompeo (Genewa 1691)
- Furio Camillo (Wenecja 1692)
- Nerone fatto Cesare (Wenecja 1693)
- La forza della virtù (Bolonia 1694)
- Laodicea e Berenice (Wenecja 1695)
- Penelope la casta (Rzym 1696)
- Fausta restituita all’impero (Rzym 1697)
- Apollo geloso (Bolonia 1698)
- Ariovisto (Mediolan 1699, we współpracy z innymi kompozytorami)
- La prosperità di Elio Sejano (Mediolan 1699, we współpracy z innymi kompozytorami)
- Dionisio rè di Portogallo (Pratolino 1707)
- La fratricida innocente (Bolonia 1708)
- Ginevra principessa di Scozia (Pratolino 1708)
- Berenice regina d’Egitto (Pratolino 1709)
- Rodelinda regina de’ Longobardi (Pratolino 1710)
- Lucio vero (Bolonia 1717)
- Rosinde ed Emireno (b.d.)

### Oratoria
- S. Serafina (Bolonia 1679)
- Abramo vincitore (Wenecja 1683)
- Mosè (Modena 1685)
- Oratorio della passione di Cristo (Bolonia 1685)
- La beata Imelde Lambertini (Bolonia 1686)
- Agar (Bolonia 1689)
- La passione del Redentore (Bolonia 1694)
- S. Galgano (Bolonia 1694)
- Cristo al limbo (Bolonia 1698)
- La sepoltura di Cristo (Bolonia 1704)
- S. Giovanni (Bolonia 1704)
- Gesù al sepolcro (Bolonia 1707)
- S. Petronio (Bolonia 1720)
- L’amor divino (Bolonia 1723)

### Utwory wokalno-instrumentalne

#### Religijne
- Messa e salmi concertati na 4 głosy, chór i instrumenty (Bolonia 1735)
- 7 canzonette in aria marmoresca sopra le 7 principali feste di Nostra Signora na głos solo, chór i basso continuo i instrumenty (Bolonia 1780)
- 28 missae brevis
- 11 Credo
- 120 psalmów
- 54 motety
- 83 versetti

#### Świeckie
- Cantate morali e spirituali na 1–2 głosy i skrzypce (Bolonia 1688)
- 93 kantaty solowe z basso continuo
- 49 kantat solowych z basso continuo i instrumentami

### Utwory instrumentalne
- Sonata d
- 22 sinfonie
- Sonata a 4